# Isole egee
Le Isole egee (in greco Νησιά Αιγαίου Πελάγους?, Nisià Egèou Pèlagous; in turco Ege Adaları) sono un gruppo di isole situate nel Mar Egeo tra Turchia e Grecia e la maggior parte delle quali appartiene politicamente a quest'ultima. L'antico nome del mar Egeo, Arcipelago, fu poi applicato alle isole che contiene, ed oggi è utilizzato di solito per riferirsi ad ogni gruppo di isole.

## Descrizione
Da nord a sud le isole sono suddivise in:
- Sporadi Settentrionali
- Sporadi Occidentali, situate nel Golfo Saronico
- Sporadi Orientali
- Sporadi Meridionali, che comprendono il Dodecaneso
- Eubea
- Cicladi
- Creta

Il trattato di Losanna del 1923, che fissò i confini della Grecia, attribuì a tale Paese la maggioranza di tali isole, le quali fanno parte di due divisioni amministrative, l'Egeo Settentrionale e l'Egeo Meridionale. Alla Turchia furono invece assegnate le isole Imbro e Tenedo, di fronte allo stretto dei Dardanelli.
Il nome Isole italiane dell'Egeo, note semplicemente come Dodecanneso, è presente soprattutto nella storiografia italiana per riferirsi alle isole egee conquistate durante la guerra italo-turca del 1912, e annesse al Regno d'Italia con il trattato di Losanna dello stesso anno. Il Dodecanneso, con Rodi e Castelrosso, dopo una breve occupazione tedesca iniziata l'8 settembre 1943 venne occupato dagli inglesi. Nel 1947 anche il Dodecanneso passò alla Grecia.